# Holophaea eurytorna
Holophaea eurytorna är en fjärilsart som beskrevs av George Francis Hampson 1914. Holophaea eurytorna ingår i släktet Holophaea och familjen björnspinnare. Inga underarter finns listade i Catalogue of Life.